# Vukosavljevica
Vukosavljevica falu Horvátországban Verőce-Drávamente megyében. Közigazgatásilag Bakvához tartozik.

## Fekvése
Verőcétől 14 km-re északnyugatra, községközpontjától 6 km-re nyugatra Nyugat-Szlavóniában, a Drávamenti-síkság szélén, a Bilo-hegység lábánál egy völgyben fekszik. A falu mellett keletről a Staro- és a Dugačko-hegy, nyugatról a Veliko-hegy magasodik. A belterület négy utcából áll, a három településrész a Stanica, a Jaruga és a Gmanje. A legnépesebb utca a Bilogorska. Itt található a kápolna, az iskola, a tűzoltószerház és a közösségi ház is. Pékség és két bolt is van az utcában. A falu északi határában halad át a drávamenti vasútvonal, melynek vasútállomása is van itt. Határa északon sík, dombos, délen erdőkkel és szőlőültetvényekkel borított dombos-hegyes vidék. A tengerszint feletti magasság 145 és 190 méter között váltakozik.

## Története
Miután 1684-ben Verőcét felszabadították a török uralom alól a kihalt területre a 17. század utolsó évtizedétől főként Kapronca, Kőrös és Szentgyörgyvár vidékéről telepítettek be horvát ajkú lakosságot. A következő betelepítési hullámban a Dráva bal partjáról, Berzence, Babócsa és Siklós környékéről is érkeztek telepesek. Az első katonai felmérés térképén „Dorf Vukosavlievicza” néven találjuk. Nevét a hagyomány szerint egy itt élt Vukosava nevű kislányról kapta, mások szerint viszont a környék erdeiben élt farkasokkal (vuk) van kapcsolatban. Lipszky János 1808-ban Budán kiadott repertóriumában „Vukoszavlyevicza” néven szerepel. Nagy Lajos 1829-ben kiadott művében „Vukoszavlyevicza” néven 171 házzal és 1.092 katolikus vallású lakossal találjuk. Verőce vármegye Verőcei járásának része volt. Fejlődésében sokat jelentett a drávamenti vasútvonal megépítése, a vasútállomás épületét 1895-ben adták át.
A településnek 1857-ben 790, 1910-ben 1.191 lakosa volt. 1910-ben a népszámlálás adatai szerint lakosságának 88%-a horvát, 11%-a magyar anyanyelvű volt. Az I. világháború után 1918-ban az új szerb-horvát-szlovén állam, majd később (1929-ben) Jugoszlávia része lett. Az önkéntes tűzoltóegyletet 1926-ban alapították. A II. világháború után a település a szocialista Jugoszláviához tartozott. 1982-ben felépítették a közösségi házat. 1991-ben csaknem teljes lakossága (97%) horvát nemzetiségű volt. 2011-ben falunak 679 horvát lakosa volt. Lakói földműveléssel, dohánytermesztéssel, szőlőműveléssel és bortermeléssel foglalkoznak.

## Lakossága
| Lakosság változása | Lakosság változása | Lakosság változása | Lakosság változása | Lakosság változása | Lakosság változása | Lakosság változása | Lakosság változása | Lakosság változása | Lakosság változása | Lakosság változása | Lakosság változása | Lakosság változása | Lakosság változása | Lakosság változása | Lakosság változása |
| ------------------ | ------------------ | ------------------ | ------------------ | ------------------ | ------------------ | ------------------ | ------------------ | ------------------ | ------------------ | ------------------ | ------------------ | ------------------ | ------------------ | ------------------ | ------------------ |
| 1857               | 1869               | 1880               | 1890               | 1900               | 1910               | 1921               | 1931               | 1948               | 1953               | 1961               | 1971               | 1981               | 1991               | 2001               | 2011               |
| 790                | 762                | 790                | 932                | 1.078              | 1.191              | 1.163              | 1.249              | 1.287              | 1.355              | 1.224              | 1.035              | 909                | 790                | 725                | 679                |

## Nevezetességei
Jézus Szentséges Szíve tiszteletére szentelt kápolnáját 1914-ben építették az iskola közelében. Mivel az épület a század végére rossz állapotba került, helyette új, nagyobb kápolna építését határozták el. Az új kápolnát 2000. május 25-én szentelte fel Antun Škvorčević pozsegai püspök. 2013-ban az épületet kívül-belül megújították.

## Gazdaság
A helyi gazdaság alapja a mezőgazdaság és az állattenyésztés. A mezőgazdaságon belül a fő termények a búza, a kukorica és az egyéb gabonafélék. A zöldség- és gyümölcstermesztés mellett fejlett a szőlészet, a borászat és a dohánytermesztés is.

## Kultúra
A „Radost” Vukosavljevica kulturális és művészeti egyesületet az 1950-es években alapította a falu tanítója Zdravko Guzej, amikor maga köré gyűjtötte a népzenére, néptáncra fogékony fiatalokat. Később idősebbek, házaspárok és egész családok is csatlakoztak a csapathoz, akik részben a maguk szórakoztatására, részben a hagyományok ápolására vettek részt az összejöveteleken. 1976-ban helyi asszonyok egy 15-20 fős csoportja Ivanka Grivič vezetésével megalapította az „Aktiv žena” nevű egyesületet. Összejöveteleiket az iskolában és a közösségi házban tartották, ápolták a falu népdalait, néptáncait, népszokásait, több országos fesztiválon is felléptek. A két egyesület 2013. decemberében KUD „Radost” néven egyesült.

## Oktatás
Az iskola épületét 1911-ben építették, addig a gyermekek Turnašicára jártak iskolába. 1939-ben egy földrengés következtében repedések keletkeztek az épületen, ezért azt később meg kellett erősíteni. A nagyméretű, emeletes iskolaépület a Bilogorska utcában egy kis dombon áll. Földszintjén két pedagóguslakás található. Ma a bakvai elemi iskola területi iskolájaként működik.

## Sport
A HNK „Mladost” Vukosavljevica labdarúgóklubot 1998-ban alapították.